# Robert Wingfield
Sir Robert Wingfield (* um 1464; † 18. März 1539) war ein englischer Ritter und Diplomat.

## Leben
Er war der siebte von zwölf Söhnen des Sir John Wingfield, Gutsherr von Letheringham in Suffolk, aus dessen Ehe mit Elizabeth John.
Er nahm 1492 an einem Feldzug nach Frankreich teil und kämpfte 1497 in der Schlacht von Deptford Bridge gegen kornische Rebellen. Spätestens 1499 lebte er in London. 1505 unternahm er eine Pilgerreise nach Rom und weiter nach Jerusalem, wo er als Ritter des Heiligen Grabes ausgezeichnet wurde. Nach seiner Rückkehr nach England hielt er sich am Hof König Heinrichs VII. auf, der ihn 1509 zum Knight Bachelor schlug.
Unter Heinrichs VIII. wurde er Diplomat. Als erster ständiger Gesandter ging er 1510 an den Hof des römisch-deutschen Kaisers Maximilian I. und weilte als Vermittler englischer Interessen und kaiserlicher Absichtserklärungen dort bis 1517. 159 Briefe aus dieser Zeit sind von ihm erhalten.
In der Folgezeit lebte er vorwiegend in Calais, wo er verschiedene öffentliche Ämter innehatte.
Er war zweimal verheiratet, in erster Ehe spätestens seit 1497 mit Eleanor, Tochter des Sir William Raynsford of Bradfield in Essex, in zweiter Ehe seit 1519 mit Joan, einer unehelichen Tochter von Sir Edward Poynings of Westenhanger in Kent, Witwe des Thomas Clinton, 8. Baron Clinton. Er hinterließ keine Kinder.